# 아누라다푸라 십자가

아누라다푸라 십자가의 초상화 그림

아누라다푸라 십자가(Anuradhapura cross)는 기독교 십자가 상징의 한 형태이다. 이것은 스리랑카 기독교의 가장 오래된 상징이다.

## 십자가
아누라다푸라 십자가는 1912년 아누라다푸라에서 고고학 발굴을 하던 중 발견되었다. 이 십자가는 조각이 발굴된 매끄러운 화강암 기둥의 측면에 가라앉은 부조로 절단되었다. 이 십자가에 대한 즉각적인 결론은 실론의 고고학 위원인 에드워드 R. 에어튼이 내렸고, 그는 포르투갈 십자가라는 결론을 내렸다. 1924년, 에어턴의 후임자인 아서 모리스 호카트는 십자가를 밝히기 위해 더 많은 노력을 기울였고, 그의 저서 『실론 고고학 조사 회고록』에서 “계단식 받침대 위에 서 있는 꽃 모양의 십자가로, 십자가 양쪽에서 뿔처럼 두 개의 잎이 뻗어 있다”고 설명했다. 호카트 역시 포르투갈 십자가라고 결론지었다. 두 사람 모두 포르투갈 시대의 네스토리우스파 십자가 또는 “페르시아 십자가”라고 생각했다. 여러 역사적 기록에 따르면 아시리아 동방교회가 5세기 중반에서 6세기 사이에 스리랑카에 있었을 수도 있다고 한다. 이 십자가는 아누라다푸라 시대의 것으로 추정된다. 한편, 포르투갈의 십자가로 여겨지기도 하지만 당시 아누라다푸라에 포르투갈이 존재하지 않았다는 여러 역사적 사실을 고려할 때 이러한 주장은 의심스럽다.
십자가의 기원에 대한 가장 결정적인 결론은 1926년 험프리 코드링턴이 타프로바네(스리랑카의 고대 그리스 이름)에 페르시아인 기독교 공동체가 거주했던 것으로 알려진 6세기 사본인 '기독교 지형'에 포함된 증거에 근거해 내린 것이다. 코드링턴은 그의 저서 <실론의 짧은 역사>에서 “서기 500년경에 페르시아 식민지에 대해 읽었는데, 아누라다푸라 박물관에서 이 공동체에 속한 네스토리우스 십자가를 볼 수 있다”고 썼다. 1954년 당시 고고학 부국장인 티투스 데벤드라는 기독교 지형의 역사적 신뢰성을 무시하고 이 십자가의 연대를 1547년 이후 포르투갈의 것으로 추정했다. 그러나 이후 학계에서는 기독교 지형이 역사적으로 정확하다는 결론을 내렸다. 1984년 만타이에서 고고학적으로 발견된 아누라다푸라 십자가와 비슷한 양식의 네스토리우스 십자가 인장을 포함하여 스리랑카에 페르시아 기독교인들이 존재했음을 확인했다.

## 상징
아누라다푸라 십자가는 성 토마스 십자가와 비슷한 모양을 지니고 있고 남인도의 초기 기독교 공동체와 스리랑카 사이의 가능한 연관성 때문에 성 토마스 십자가의 변형으로 여겨진다. 그러나 아누라다푸라 십자가는 다른 십자가들과 비교했을 때 독특한 특징들을 가지고 있다. 아누라다푸라 십자가가 네스토리우스파 십자가와 공통적으로 가지고 있는 세 가지 주요 요소는 "생명의 나무" (나무의 생명력은 열매처럼 튀어나온 부분이 특징이다)를 상징하는 십자가의 바닥에 있는 "잎"(나무의 생명력은 나무의 생명력을 돋보이게 한다)이고, 두 번째 요소는 십자가의 각 팔이 진주로 끝난다는 것이다. 진주는 시리아의 헌신적인 문학과 도상학에서 중심적인 주제를 담당했다. 세 번째 요소는 세 단계로 된 받침대인 받침대이다. 세 개의 단은 천국의 세 단계, 방주의 세 개의 갑판, 시나이로 올라가는 세 개의 한계를 상징한다.

## 대중적인 사용
아누라다푸라 십자가는 2015년 프란치스코 교황의 스리랑카 방문 공식 로고에 들어갔으며, 로마 가톨릭교회 콜롬보 대교구는 이 십자가를 '영광의 십자가' 또는 '부활의 십자가'라고 칭했다.
십자가는 실론 교회의 쿠루네갈라 교구 문장에도 그려져 있다.

## 유사한 십자가

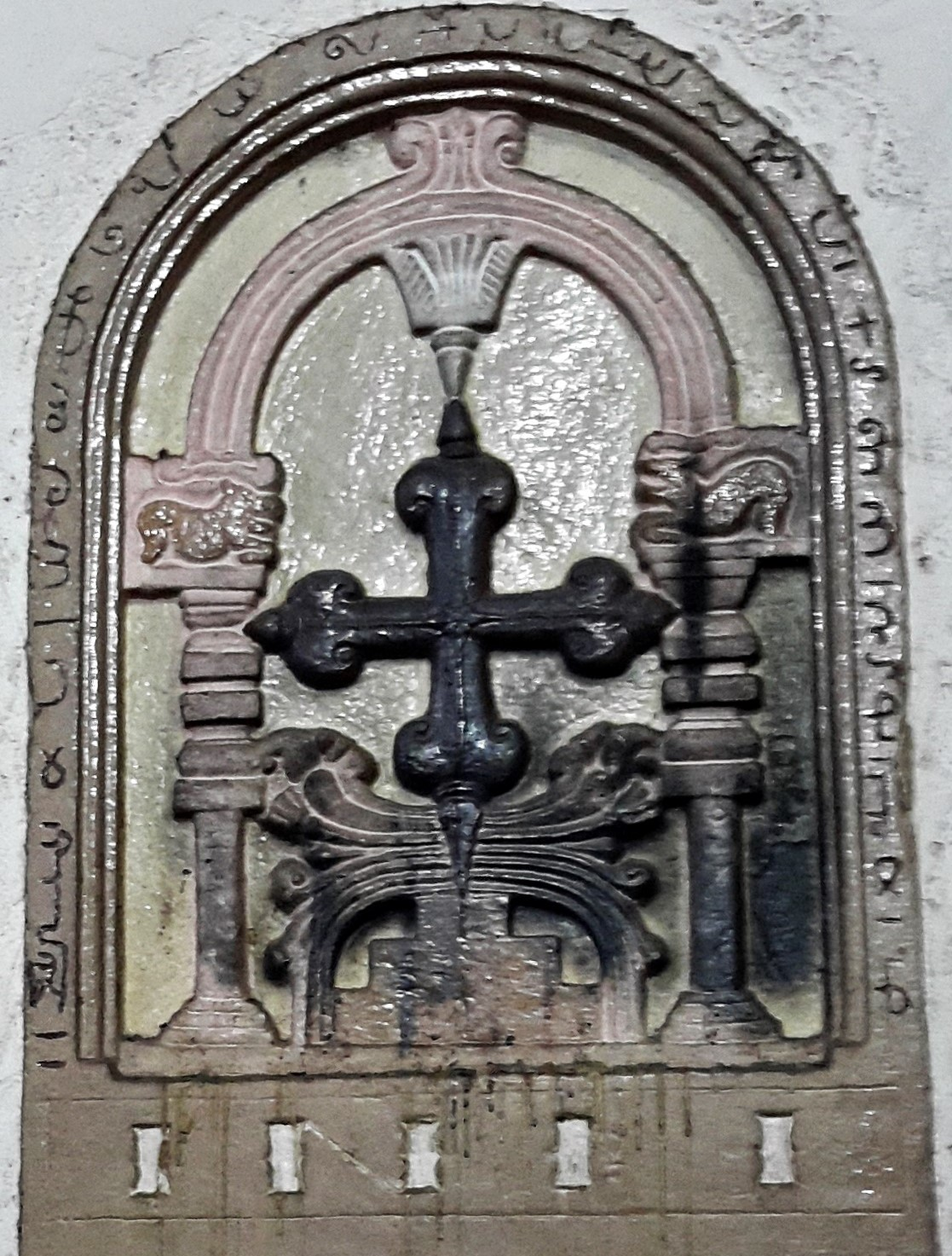
페르시아 십자가/성 토마스 십자가(인도 케랄라)
시리아 십자가(그림)
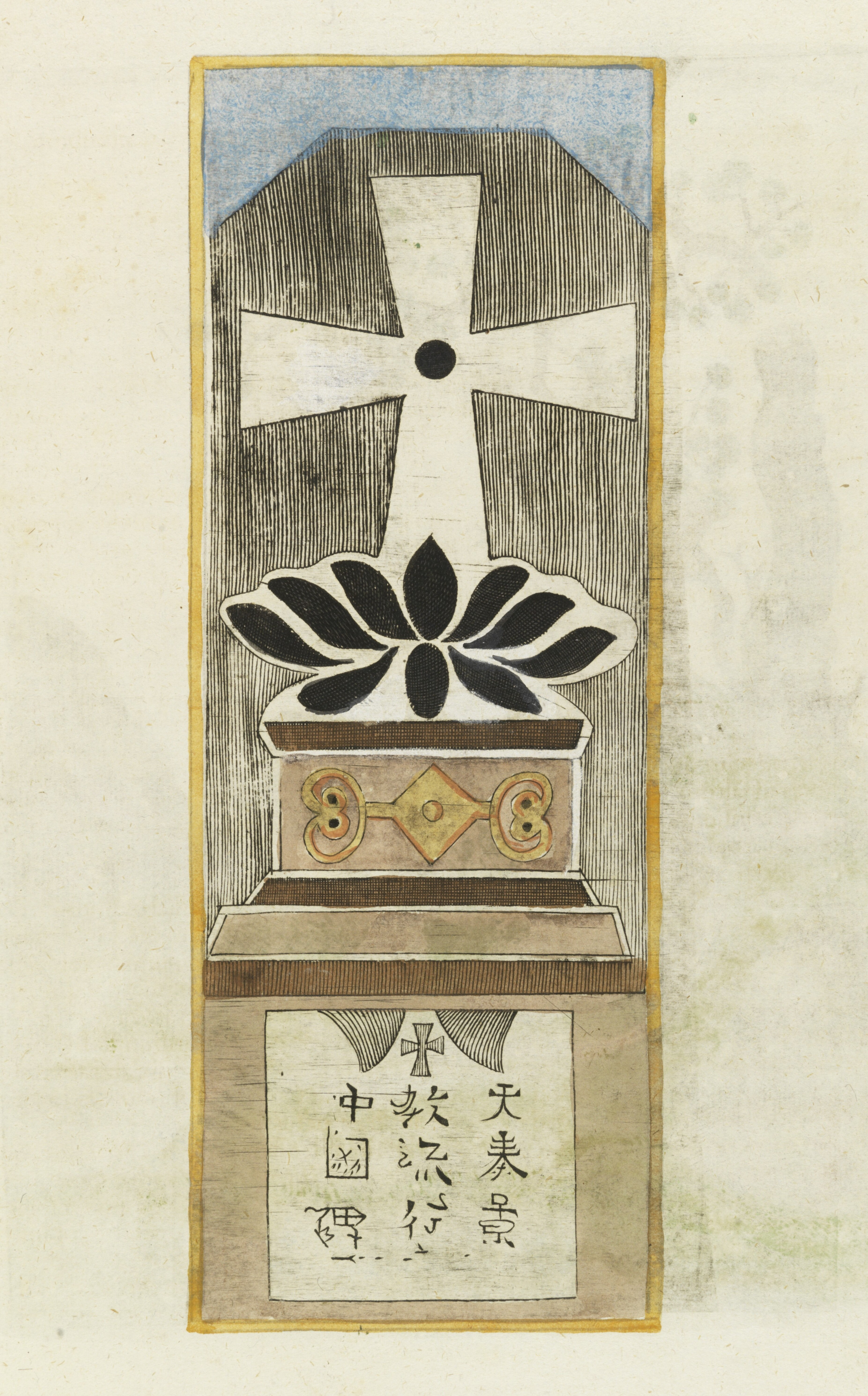
네스토리우스 십자가(중국), 바닥에 식물이 있음
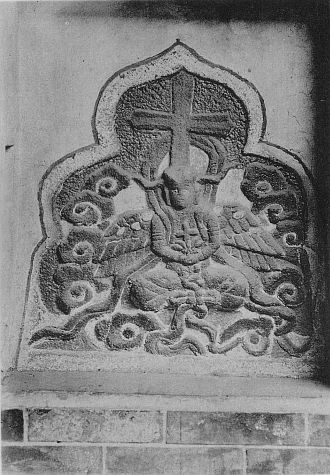
비석에 있는 네스토리우스 십자가(중국)
포르투갈 십자가(1146년 설립된 아비즈 기사단)
포르투갈 십자가(그리스도 신앙회, 1319년 창설)

### 인용주
1. ↑  St. Thomas Cross is considered as a Nestorian cross or a version of Nestorian cross[14]

### 참조주
1. 1 2  Oswald Gomis, Emiretus (2011년 4월 22일). “The Cross of Anuradhapura”. 《Daily News》. 2015년 2월 27일에 확인함.
2. 1 2  Pinto, Leonard (2013년 9월 20일). “A Brief History Of Christianity In Sri Lanka”. 《Colombo Telegraph》. 2015년 2월 27일에 확인함.
3. ↑  Antony, Thomas (2008년 2월 29일). “Analogical review on Saint Thomas Cross- The symbol of Nasranis-Interpretation of the Inscriptions”. Nasrani Syrian Christians Network. 2015년 2월 27일에 확인함.
4. 1 2  A. M. Hocart, 편집. (1924). 《The Ratana Pãsãda, the Western Monasteries of Anuradhapura, Excavations in the Citadel, The so-called Tomb of King Duttagamani, Privy Stones》. Archeological Department (Ceylon). 51–52쪽. ISBN 978-8-12-061093-4.
5. ↑  “Mar Aprem Metropolitan Visits Ancient Anuradhapura Cross in Official Trip to Sri Lanka”. 《Assyrian Church News》. 2013년 8월 6일. 2015년 2월 26일에 원본 문서에서 보존된 문서. 2015년 2월 27일에 확인함.
6. ↑  Weerakoon, Rajitha (2011년 6월 26일). “Did Christianity exist in ancient Sri Lanka?”. 《The Sunday Times》. 2015년 2월 28일에 확인함.
7. ↑  “Main interest”. 《Daily News》. 2011년 4월 22일. 2015년 3월 29일에 원본 문서에서 보존된 문서. 2015년 2월 27일에 확인함.
8. ↑  “Pioneer of inter religious dialogue”. 《Daily News》. 2009년 5월 28일. 2015년 3월 29일에 원본 문서에서 보존된 문서. 2015년 2월 27일에 확인함.
9. ↑  Codrington, H. W. (1994). 《Short History of Ceylon》. Asian Educational Services. 202쪽. ISBN 9788120609464.
10. ↑  Scott, Andrew (2009년 12월 20일). “Christmas in ancient Sri Lanka”. 《Sunday Observer》. 2015년 4월 2일에 원본 문서에서 보존된 문서. 2015년 3월 3일에 확인함.
11. ↑  Devendra, Don Titus (1957). “The Date of the Anuradhapura Cross”. 《Journal of the Royal Asiatic Society》 (Royal Asiatic Society) V: 85–96.
12. ↑  D. P. M. Weerakkody (1997). 《Taprobanê: Ancient Sri Lanka as Known by Greeks and Romans (Indicopleustoi)》. Brepols Publishers. 120–121쪽. ISBN 978-2503505527.
13. ↑  “Mar Aprem Metropolitan Visits Ancient Anuradhapura Cross in Official Trip to Sri Lanka”. Assyrian Church News. 2013년 8월 6일. 2015년 2월 26일에 원본 문서에서 보존된 문서. 2015년 3월 1일에 확인함.
14. ↑  “The cross”. nestorian.org. 2015년 3월 3일에 확인함.
15. ↑  Mihindukulasuriya, Prabo (2012). 《The 'Nestorian' cross and the Persian Christians in the Anuradhapura Period》. Colombo: Colombo Theological Seminary. 41쪽.
16. ↑  Silva, Sunil De. “Official logo of the pope's visit to Sri Lanka”. Archdiocese of Colombo. 2015년 2월 1일에 원본 문서에서 보존된 문서. 2015년 2월 28일에 확인함.
17. ↑  “The Diocese of Kurunegala”. The Diocese of Kurunegala. 2015년 3월 30일에 확인함.

## 추가 읽기
- Hocart, Arthur Maurice (1996). 《The Ratana Pāsāda, the Western Monasteries of Anuradhapura, Excavations in the Citadel, The so-called Tomb of King Duttagamani, Privy Stones》 Reprint판. Asian Educational Services. ISBN 978-8-12-061093-4.
- Temporini, Hildegard (1982). 《Politische Geschichte (Provinzen und Randvölker: Sizilien und Sardinien; Italien und Rom; Allgemeines)》. Walter de Gruyter. ISBN 978-3-11-007175-7.